# Kiefeld

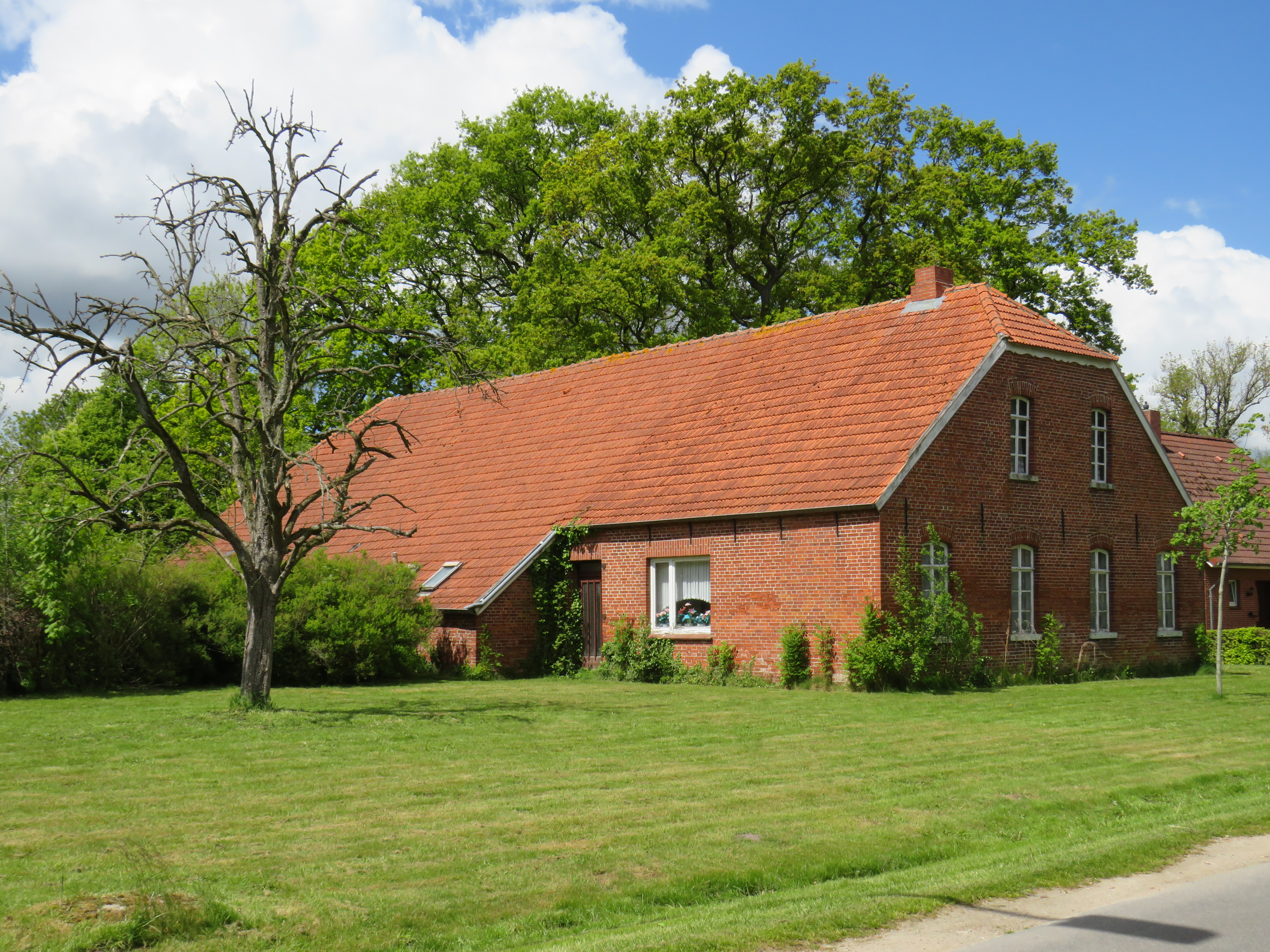
Kiefelder Straße 11

Kiefeld ist ein Ortsteil der Gemeinde Hesel im Landkreis Leer in Ostfriesland.
Die Moorsiedlung wurde 1775 gegründet. Erstmals wird sie 1787 als Kieffeld urkundlich genannt. Die heutige Schreibweise ist seit 1823 geläufig. Der Ortsname bezeichnet ein Stück Ackerland, um das es Streit gab. 1820 wurde den Bewohnern ein Teil der Heseler Gemeindeweide zugestanden, der 1827 unter den Kolonisten aufgeteilt wurde. Kieffeld war eine arme Siedlung mit viel zu kleinen Kolonaten. Um die wirtschaftliche Basis der Kieffelder zu verbessern, wurden 1884 143 Hektar Torfmoor an 32 Kolonisten verkauft.